# Бюджет
Бюдже́т (з франц. budget, давн. франц. bougette — «шкіряний гаманець») — грошове вираження збалансованого розпису доходів і видатків держави, адміністративно-територіальної одиниці (області, району, міста, села), підприємства, установи за певний період. Організації що фінансуються за рахунок бюджету, себто платників податку, відповідно є бюджетниками.

## Типи бюджетів
Також розрахунок прибутків і витрат держави, підприємств і установ, організацій, і осіб, що очікуються на певний судовий вирок. Залежно від рівня формування, розподілу та використання грошових фондів виділяють:
- споживчі бюджети — прибутки та витрати фізичних осіб
- бюджети підприємств, організацій, фірм, комерційних і некомерційних організацій
- державний і місцеві бюджети.

Як правило, бюджет формується у вигляді таблиці прибутків і витрат: у дохідній частині враховуються усі види і суми коштів, які надходять, у видатковій — всі види витрат, що прогнозуються.
Бюджет країни називають план формування та використання фінансових ресурсів для забезпечення завдань і функцій, які здійснюються органами державної влади, органами влади Автономної Республіки Крим та органами місцевого самоврядування протягом бюджетного періоду.

## Бюджети органів державної влади
Бюджет — це план формування та використання фінансових ресурсів для забезпечення завдань і функцій, які здійснюються відповідно органами державної влади, органами влади АРК та органами місцевого самоврядування протягом бюджетного періоду (ст. 2 Бюджетного кодексу України).
Бюджет складається з надходжень і витрат, що формують бюджетні кошти.
Надходження бюджету — всі податкові, неподаткові та інші надходження на безповоротній основі, справляння яких передбачено законодавством України (включаючи трансферти, плату за адміністративні послуги, власні надходження бюджетних установ) повернення кредитів до бюджету, кошти від державних (місцевих) запозичень, кошти від приватизації державного майна (щодо державного бюджету), повернення бюджетних коштів з депозитів, надходження внаслідок продажу/пред'явлення цінних паперів.
Видатки бюджету — кошти, спрямовані на здійснення програм та заходів, передбачених відповідним бюджетом. До видатків бюджету не належать: погашення боргу; надання кредитів з бюджету; розміщення бюджетних коштів на депозитах; придбання цінних паперів; повернення надміру сплачених до бюджету сум податків і зборів та інших доходів бюджету, проведення їх бюджетного відшкодування; компенсація частини суми штрафних (фінансових) санкцій, що перераховується покупцям (споживачам) за рахунок штрафних (фінансових) санкцій, застосованих органами, що контролюють справляння надходжень бюджету, за наслідками проведеної перевірки за зверненням або скаргою покупця (споживача) про порушення платником податків установленого порядку проведення розрахункових операцій;
Витрати бюджету — кошти, що спрямовуються на здійснення програм і заходів, передбачених відповідним бюджетом, надання кредитів з бюджету, погашення боргу та розміщення бюджетних коштів на депозитах, придбання цінних паперів.
Бюджетна система України складається з державного бюджету України та місцевих бюджетів.
До складу бюджетного законодавства належать нормативно-правові акти, що регулюють бюджетні відносини в Україні, а саме:
- Конституція України;
- Бюджетний кодекс України;
- Бюджетна декларація, прогнози місцевих бюджетів;
- Закон про Державний бюджет України на відповідний рік;
- інші закони, що регулюють бюджетні відносини, передбачені статтею 1 Бюджетного кодексу України;
- нормативно-правові акти Кабінету Міністрів України, прийняті на підставі і на виконання Бюджетного кодексу України та інших законів України;
- нормативно-правові акти органів виконавчої влади, прийняті на підставі і на виконання Бюджетного кодексу;
- рішення про місцевий бюджет; рішення органів АРК, місцевих державних адміністрацій, органів місцевого самоврядування, прийняті відповідно до Бюджетного кодексу.

Міністерство фінансів України розробляє Бюджетну декларацію, проєкт Закону про Державний бюджет України на відповідний рік, забезпечує виконання Державного бюджету України, здійснює контроль за дотриманням бюджетного законодавства на кожній стадії бюджетного процесу як стосовно державного бюджету, так і місцевих бюджетів.
|           | Доходи    | Доходи | Видатки   | Видатки | Кредитування | Кредитування      | Сальдо    |  |
| % ВВП     | % ВВП     | % ВВП  | % ВВП     | % ВВП   | % ВВП        | (дефіцит бюджету) | % ВВП     |  |
| --------- | --------- | ------ | --------- | ------- | ------------ | ----------------- | --------- |  |
| 2008      | 231686,3  | 24.44  | 241454,5  | 25.47   | 2732,5       | 0.29              | -12500,7  |  |
| 2009      | 209700,3  | 22.96  | 242437,2  | 26.54   | 2780,3       | 0.30              | -35517,2  |  |
| 2010      | 240615,2  | 22.23  | 303588,7  | 28.04   | 1292,0       | 0.12              | -64265,5  |  |
| 2011      | 314616,9  | 23.90  | 333459,5  | 25.33   | 4715,0       | 0.36              | -23557,6  |  |
| 2012      | 346054,0  | 24.56  | 395681,5  | 28.08   | 3817,7       | 0.27              | -53445,2  |  |
| 2013      | 339180,3  | 23.31  | 403403,2  | 27.73   | 484,7        | 0.03              | -64707,6  |  |
| 2014      | 357084,2  | 22.79  | 430217,8  | 27.46   | 4919,3       | 0.31              | -78052,8  |  |
| 2015      | 534694,8  | 27.01  | 576911,4  | 29.14   | 2950,9       | 0.15              | -45167,5  |  |
| 2016      | 616274,8  | 25.86  | 684743,4  | 28.73   | 1661,6       | 0.07              | -70130,2  |  |
| 2017      | 793265,0  | 26.59  | 839243,7  | 28.13   | 1870,9       | 0.06              | -47849,6  |  |
| 2018      | 928108,3  | 26.08  | 985842,0  | 27.70   | 1514,3       | 0.04              | -59247,9  |  |
| 2019      | 998278,9  | 25.12  | 1072891,5 | 26.99   | 3437,0       | 0.09              | -78049,5  |  |
| 2020      | 1076016,7 | 25.66  | 1288016,7 | 30.71   | 5096,1       | 0.12              | -217096,1 |  |
| 2021      | 1296852,9 | 23.75  | 1490258,9 | 27.30   | 4531,4       | 0.08              | -197937,4 |  |
| 2022      | 1787395,6 | 34.43  | 2705423,3 | 52.12   | -3326,0      |                   |           |  |
| -914701,7 |           |        |           |         |              |                   |           |  |